# TAX1BP3
TAX1BP3（“Tax1结合蛋白3”）是人类基因 TAX1BP3 编码的蛋白质，其名称来源于能通过带有的PDZ结构域和人類嗜T淋巴球病毒一型（HTLV-1）的蛋白Tax1结合。